# Hartley Castle
Hartley Castle era un castello sito nei pressi di Kirkby Stephen, in Cumbria.

## Storia
Il maniero fu confiscato attorno al 1315 da Roger de Clifford e assegnato a Andrew de Harcla (anglicizzato in Andrew de Harclay o Hartley). Si ritiene che il nome Harcla derivi dal vocabolo dell'antico inglese che indica "terreno duro" e si può riferire agli affioramenti di terreno sui quali il castello è stato edificato nella valle del fiume Eden.

## Situazione presente
Ad eccezione di limitate opere di sterro, tutto ciò che rimane del castello sono alcuni metri di parete e una scalinata che scende in una cantina con soffitto a volta, ove un tempo erano ubicate le cucine. Attualmente il sito ospita una casa colonica della fine del XVIII secolo ed altri edifici annessi.